# I liga paragwajska w piłce nożnej (1958)
I liga paragwajska w piłce nożnej (1958) – 48. sezon pierwszej ligi paragwajskiej. Mistrzem Paragwaju został klub Club Olimpia, natomiast wicemistrzem został klub Cerro Porteño.
Mistrzostwa rozegrano systemem każdy z każdym mecz i rewanż. Najlepszy w tabeli klub został mistrzem Paragwaju.
Z ligi nikt nie spadł, a ponieważ awansowały dwa kluby - General Caballero Asunción i Presidente Hayes Asunción, liga została powiększona z 8 do 10 klubów.

## Tabela końcowa sezonu 1958
| Poz | Klub                | Mecze | Zw | Rem | Por | Punkty |
| --- | ------------------- | ----- | -- | --- | --- | ------ |
| 1   | Club Olimpia        | 14    | 8  | 5   | 1   | 21     |
| 2   | Cerro Porteño       | 14    | ?  | ?   | ?   | 17     |
| 3   | Club Guaraní        | 14    | ?  | ?   | ?   | 16     |
| 4   | Club Nacional       | 14    | ?  | ?   | ?   | 15     |
| 5   | Sportivo Luqueño    | 14    | ?  | ?   | ?   | 15     |
| 6   | Club Sol de América | 14    | ?  | ?   | ?   | 11     |
| 7   | Club Libertad       | 14    | ?  | ?   | ?   | 10     |
| 8   | Club River Plate    | 14    | ?  | ?   | ?   | 7      |